# José Augusto Duarte

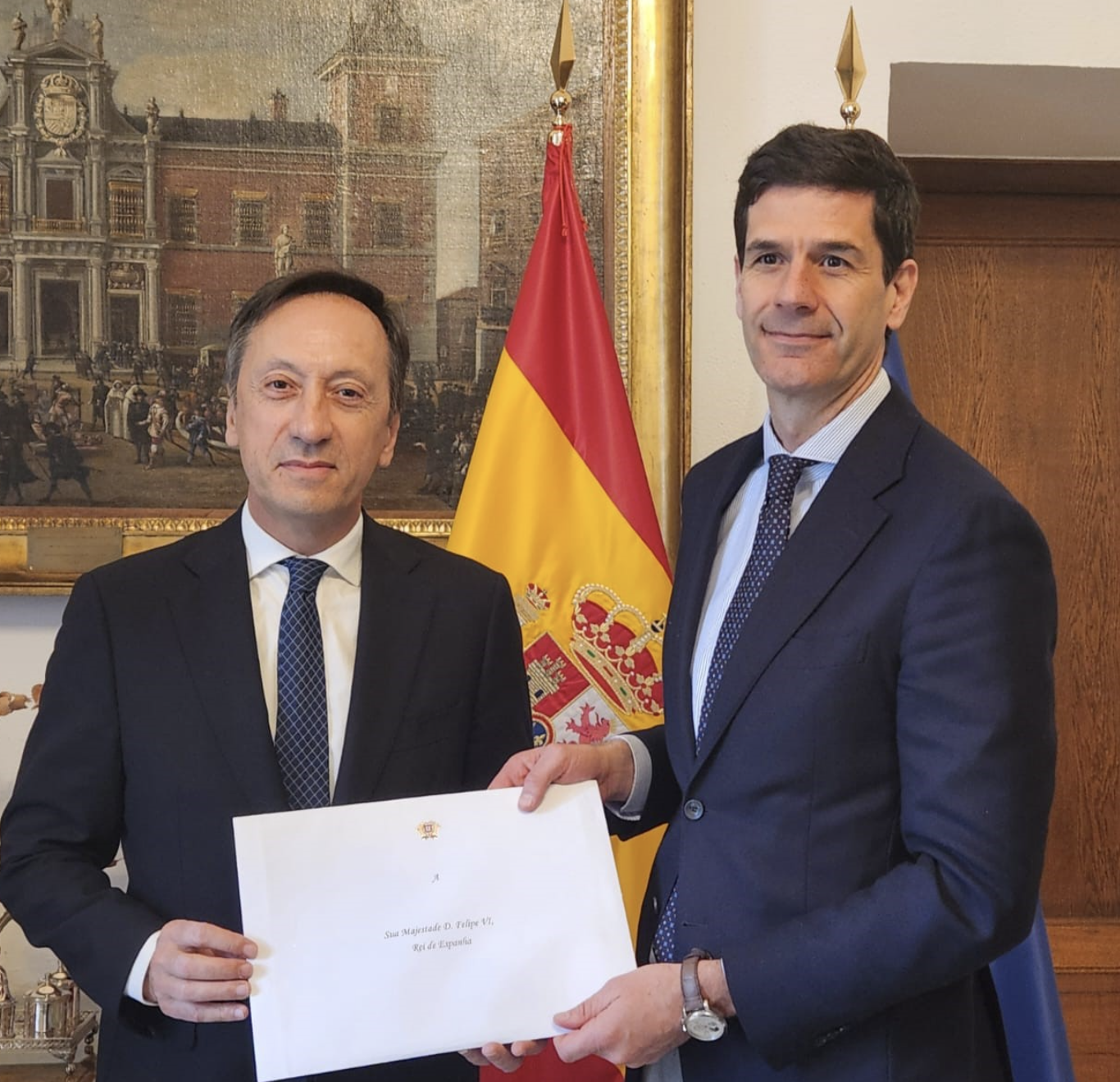
Presentación de copias de las Cartas Credenciales del nuevo Embajador de Portugal en Madrid, José Augusto Duarte, al director general del Protocolo del Ministerio de Asuntos Exteriores, Unión Europea y Cooperación de España, D. Adrián Martín Couce.

José Augusto Duarte (Lisboa, 31 de marzo de 1963) es un diplomático portugués, actual embajador de Portugal en España desde febrero de 2025, sustituyendo a João Mira Gomes que ocupaba el cargo desde 2020.  

## Biografía
Licenciado en Relaciones Internacionales por el Instituto Superior de Ciencias Sociales y Políticas de la Universidad Técnica de Lisboa, es diplomático desde 1989, ocupando diversos destinos entre los que destaca los de Embajador de Portugal en China, Mozambique o Francia.